# Service for French Internet Exchange
Le Service for French Internet Exchange (SFINX) est un point d'échange Internet français créé en 1995. Il est géré par RENATER, l'opérateur du réseau de recherche français.
Le SFINX est présent en deux points de la région parisienne.
Interxion 1 est situé à Aubervilliers au 45, avenue Victor-Hugo, dans la banlieue nord de Paris, à proximité de multiples infrastructures de transport pouvant être équipées de fibres optiques au sein de leurs emprises, le long de leurs axes : canal Saint-Denis, voies de chemin de fer du réseau de la gare du Nord et lignes du RER, boulevard périphérique, autoroute du Nord.
Telehouse 2 est situé dans le onzième arrondissement de Paris. 
Ces deux points sont reliés par deux fibres 10 Gbit/s empruntant des chemins différents et redondées.
Chacun de ces deux points est également connecté à France IX en 10 Gbit/s.
Une centaine d'opérateurs et de prestataires y sont présents.
En 2012, le trafic en journée est d'environ 38 Gbit/s.